# Juan Pablo Diaz
Juan Pablo Diaz est un joueur international chilien de rink hockey. Il évolue, en 2015, au sein du San Agustín.

## Palmarès
En 2015, il participe au championnat du monde de rink hockey en France.